# Campeonato Rondoniense 2001
In 2001 werd het 55ste Campeonato Rondoniense gespeeld voor voetbalclubs uit de Braziliaanse staat Rondônia. De competitie werd georganiseerd door de FFER en werd gespeeld van 31 maart tot 1 juli. Ji-Paraná werd kampioen. 

## Eerste fase

### Groep A
| Plaats | Club              | Wed. | W | G | V | Saldo | Ptn. |
| ------ | ----------------- | ---- | - | - | - | ----- | ---- |
| 1.     | Genus Rondoniense | 6    | 4 | 1 | 1 | 9:2   | 13   |
| 2.     | Shallon           | 6    | 3 | 1 | 2 | 4:6   | 10   |
| 3.     | Cruzeiro          | 6    | 2 | 0 | 4 | 3:6   | 6    |
| 4.     | Guajará           | 6    | 1 | 2 | 3 | 5:8   | 5    |

|  | Geplaatst voor tweede fase |

### Groep B
| Plaats | Club             | Wed. | W | G | V | Saldo | Ptn. |
| ------ | ---------------- | ---- | - | - | - | ----- | ---- |
| 1.     | Ji-Paraná        | 6    | 3 | 2 | 1 | 11:4  | 11   |
| 2.     | União Cacoalense | 6    | 3 | 1 | 2 | 8:11  | 10   |
| 3.     | Ariquemes        | 6    | 2 | 1 | 3 | 11:14 | 7    |
| 4.     | Ajax             | 6    | 1 | 2 | 3 | 9:10  | 5    |

|  | Geplaatst voor tweede fase |

## Tweede fase
| Plaats | Club              | Wed. | W | G | V | Saldo | Ptn. |
| ------ | ----------------- | ---- | - | - | - | ----- | ---- |
| 1.     | União Cacoalense  | 6    | 3 | 3 | 0 | 13:4  | 12   |
| 2.     | Ji-Paraná         | 6    | 2 | 4 | 0 | 11:8  | 10   |
| 3.     | Genus Rondoniense | 6    | 2 | 2 | 2 | 18:6  | 8    |
| 4.     | Shallon           | 6    | 0 | 1 | 5 | 2:26  | 1    |

|  | Geplaatst voor finale |

## Finale
|              |                  |       |           |  |
| 24 juni Heen | União Cacoalense | 1 – 1 | Ji-Paraná |  |
| 24 juni Heen |                  |       |           |  |

|              |               |       |                  |  |
| 1 juli Terug | Ji-Paraná     | 1 – 1 | União Cacoalense |  |
| 1 juli Terug |               |       |                  |  |
| 1 juli Terug | Strafschoppen |       |                  |  |
| 1 juli Terug | 4 - 2         |       |                  |  |

### Kampioen
| Campeonato Rondoniense de 2001 |
| Rondônia                       |
| ------------------------------ |
| JI-PARANÁ Kampioen (8° titel)  |